# مسینین
| سامانه   | ردیف     | اشکوب      | میلیون سال پیش |
| -------- | -------- | ---------- | -------------- |
| کواترنری | پلیستوسن | گالئاسین   | → پس از آن     |
| نئوژن    | پلیوسن   | پیاچنزین   | ۲٫۵۸۸–۳٫۶۰۰    |
| نئوژن    | پلیوسن   | زانکلین    | ۳٫۶۰۰–۵٫۳۳۲    |
| نئوژن    | میوسن    | مسینین     | ۵٫۳۳۲–۷٫۲۴۶    |
| نئوژن    | میوسن    | تورتونین   | ۷٫۲۴۶–۱۱٫۶۰۸   |
| نئوژن    | میوسن    | سراوالین   | ۱۱٫۶۰۸–۱۳٫۶۵   |
| نئوژن    | میوسن    | لانگین     | ۱۳٫۶۵–۱۵٫۹۷    |
| نئوژن    | میوسن    | بوردیگالین | ۱۵٫۹۷–۲۰٫۴۳    |
| نئوژن    | میوسن    | آکوئیتانین | ۲۰٫۴۳–۲۳٫۰۳    |
| پالئوژن  | الیگوسن  | چاتین      | → پیش از آن    |

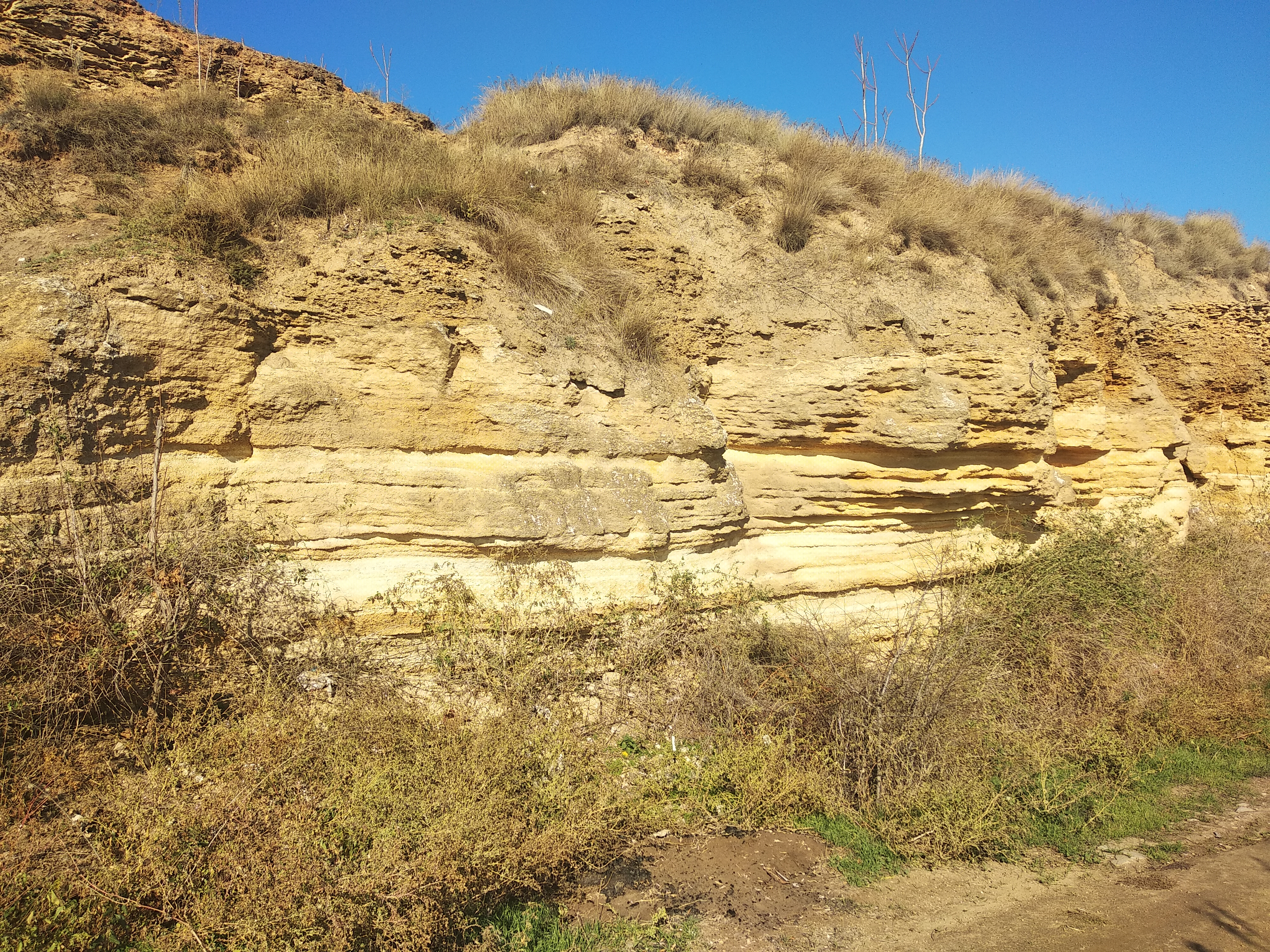
چینه‌های مربوط به دوره مسینین، یافت شده در اوکراین

مسینین (انگلیسی: Messinian) در مقیاس زمانی زمین‌شناسی بالاترین اشکوب یا آخرین عصر از ردیف یا دور میوسن به‌شمار می‌رود که بازه زمانی ۷٫۲۴۶ تا ۵٫۳۳۲ میلیون سال پیش را در بر می‌گیرد. این عصر در ستون چینه‌شناسی پس از اشکوب تورتونین و پیش از زانکلین (نخستین عصر از دور پلیوسن جای می‌گیرد.
در عصر مسینین و در حدود ۶ میلیون سال پیش، بحران شوری مسینین روی داد که باعث خشک‌شدن مجدد دریای مدیترانه شد.
نام مسینین توسط چینه‌شناس سوئیسی کارل مایر ایمار در سال ۱۸۶۷ معرفی شد. این نام از شهر مسینا در سیسیل ایتالیا گرفته شده که نهشته‌های تبخیری مسینین مربوط به این عصر در آنجا یافت می‌شود.